# Брецельное воскресенье
Брецельное воскресенье (люкс. Bretzelsonndeg) — люксембургская пасхальная традиция, предположительно связанная со свадебной обрядностью, которая приходится на четвёртое воскресенье Великого поста.
В этот день в Люксембурге представители мужского пола дарят дамам сердца в залог своих чувств празднично украшенные большие брецели из слоёного теста в сахарной глазури. Если чувства взаимны, то в пасхальное воскресенье их ожидает ответный подарок в форме пасхального яйца, обычно шоколадного. Если чувства влюблённого безответны, его брецель не будет принят, а отказ ещё и оформляется выдачей корзины. В високосные годы последовательность меняется, и первый шаг в выражении чувств с брецелем делает женский пол. Происхождение традиции брецельного воскресенья не известно, тем не менее она глубоко укоренилась в люксембургском обществе. В столице в брецельное воскресенье проводится праздничное шествие пекарей и кондитеров с брецельной королевой во главе, в ходе которого публике раздают праздничные брецели.